# エミール・ギメ

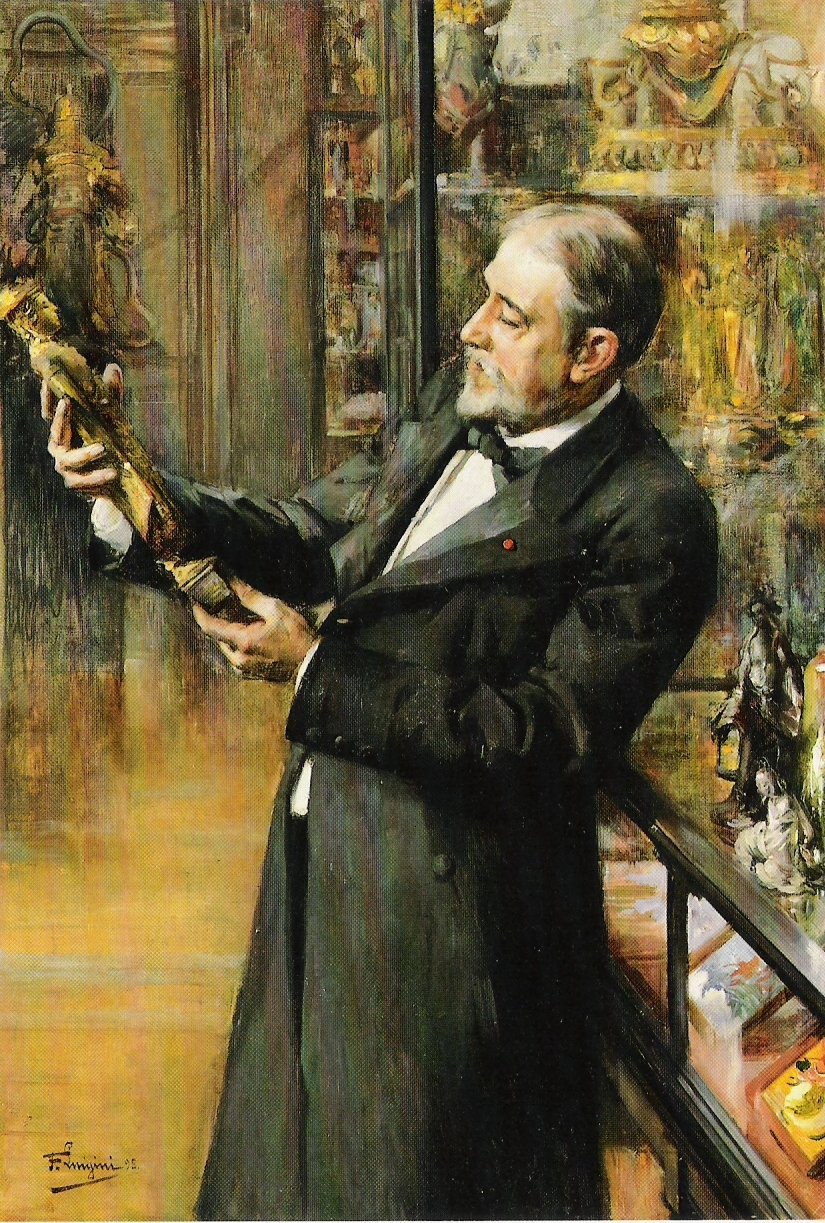
フェルディナンド・ジャン・ルイジーニによるエミール・ギメの肖像画（1898年）

エミール・エティエンヌ・ギメ（Émile Étienne Guimet、1836年6月26日 - 1918年8月12日）は、フランスの実業家。旅行者、美術の鑑定(en:Connoisseur)、収集家としても知られる。
ローヌ県フルーリュー＝シュル＝ソーヌ(Fleurieu-sur-Saône)出身。リヨン生まれ。父ジャン・バチスト・ギメは化学者、母ロザリー・ギメは画家。

## 経歴
1860年に父が開いた工場の経営を引き継いだが、この頃すでにさまざまな文明への興味が深く、1865年にエジプトを旅行したことが、異文明、異宗教への関心を高めた。
その後、1867年のパリ万博への出展、1873年にパリで開かれた第一回国際東洋学者会議への参加などによって、日本の宗教への関心を高めた。
その後フランス政府から「極東宗教学術調査使節」という認定を得、1876年に渡米して画家のフェリックス・レガメと落ち合い、彼とともに8月26日、横浜に上陸した。東京では、アメリカから来る途中に知り合った松本荘一郎宅を訪ね、彼に東京を案内してもらっている。また日本に来てから作品を通して知った河鍋暁斎を訪ね、親交を交わした。東京では、文部大丞（局長級）・九鬼隆一とも面会している。京都では浄土真宗の幹部らと会見。
日本滞在中には、廃仏毀釈のために焼却の危機にあった膨大な仏像・仏具を収集した。ギメとレガメは、11月3日、神戸より出港、中国、インドを経由して1877年3月に帰国した。
1878年のパリ万博で日本から持ち帰った資料を展示した。その際に九鬼と再会している。
1879年9月リヨンに、ギメ宗教博物館を設立した。この博物館は、1889年11月にパリ6区イエナに新しい施設を建設して移転するとともに、フランス国家に寄付され、フランス国立ギメ東洋美術館となった。
ギメは、その後も日本に強い関心を抱き続けたが、再来日することなく亡くなった。 

## 著書（日本語訳）
- 『明治日本散策　東京・日光』岡村嘉子訳、尾本圭子解説、角川ソフィア文庫、2019年。ISBN 978-4044004286
- 『東京日光散策』青木啓輔訳、雄松堂出版〈新異国叢書 第Ⅱ期8巻〉、1983年
- 『1876ボンジュールかながわ フランス人の見た明治初期の神奈川』青木啓輔訳、有隣堂〈有隣新書〉、1977年。開化期の横浜関連の小著

## 関連文献
- 尾本圭子／フランシス・マクワン共著『日本の開国 エミール・ギメ－あるフランス人の見た明治』 尾本圭子訳、創元社〈「知の再発見」双書 54〉、1996年
- 藤原貞朗『オリエンタリストの憂鬱 植民地主義時代のフランス東洋学者とアンコール遺跡の考古学』めこん、2008年 - 第26回渋沢・クローデル賞受賞
- フェリックス・レガメ『明治日本写生帖』 林久美子訳、稲賀繁美解説、角川ソフィア文庫、2019年

## テレビ
- 『海を渡った600体の神仏 -明治9年エミール・ギメが見た日本-』（NHK、2003年、出演：浅井慎平・クリスチャン・ポラック [9]）

## エミール・ギメ アジア文学賞
ギメ東洋美術館が2017年に設立した賞で、直近一年間にフランス語で出版された現代アジア文学作品の中から受賞作を選定。12作が候補に選ばれ、オンライン投票を経て、10月に受賞者が発表される。2024年よりグラフィックノベル部門賞が新設された。
- 2018年　ファン·ソクヨン『夕暮れ時』（韓国）
- 2019年　宮下奈都『羊と鋼の森』（日本）
- 2024年　ハン・ガン『別れを告げない』（韓国）
- 同年グラフィックノベル部門　游珮芸/周見信『台湾の少年』（台湾）